# William Preston
William Preston (Edinburgh, 7. kolovoza 1742. – London, 1. travnja 1818.) bio je škotski pisac, urednik i predavač. 
Nakon školovanja postao je tajnik poznatog škotskog lingvista Thomasa Ruddimana, koji je, nakon smrti Prestonova oca, preuzeo skrb nad njim. Po Ruddimanovoj smrti, Preston je nastavio raditi kao tiskar za njegova brata Waltera Ruddimana. Godine 1760. preselio se u London, gdje je započeo uspješnu karijeru kod uglednog škotskog tiskara Williama Strahana. 
U Londonu je postao slobodni zidar te je razvio sustav edukativnih predavanja unutar slobodnog zidarstva i objavio djelo Ilustracije slobodnog zidarstva, koje je doživjelo brojna izdanja i imalo velik utjecaj. Pod njegovim vodstvom, Loža "Antika" privremeno se odvojila od tadašnje Velike lože Engleske i osnovala vlastitu organizaciju pod nazivom Velika loža cijele Engleske južno od rijeke Trent, koja je djelovala tijekom deset godina.